# Le metamorfosi (film)
Le metamorfosi è un film del 2019 diretto da Giuseppe Carrieri.

## Trama
In una Napoli post-apocalittica una ragazzina Rom fugge da misteriose creature diaboliche alla ricerca di una salvifica “Montagna di Zucchero” dove potrà ricongiungersi con il padre perduto durante un incendio doloso che ha distrutto le baracche di Cupa Perillo, storico insediamento Rom della periferia Nord di Napoli. Nella fuga la bambina prende la sembianze nei suoi sogni di forme di un’umanità estinta: Mario, un pescatore del fiume Sarno malato di cancro che cerca una personale via verso l’immortalità, e “Cioccolatino”, un giovane migrante che è costretto a gettare in mare il corpo della moglie non avendo denaro per pagarne la sepoltura.
A collegare i loro destini è la voce di Ovidio, tradotto dal latino al dialetto napoletano antico, che introduce e conclude questo itinerario sospeso tra reale e fantastico. Il film cerca in questo modo di interpretare con vena pasoliniana le odierne apocalissi di periferia attraverso la chiave del mito ovidiano: dalla fuga di Dafne all'immortalità ricercata da Glauco fino al gesto estremo di Orfeo, che cerca di ricongiungersi con la moglie negli Inferi.

## Riconoscimenti
Il film, libero adattamento delle Metamorfosi di Ovidio, ha vinto nel 2018 il bando indetto dalla SIAE “Sillumina – Copia privata per i giovani, per la cultura”. È stato presentato in anteprima mondiale il 20 ottobre alla Festa del Cinema di Roma nella sezione autonoma Alice|Panorama Italia. Durante la kermesse, il film è stato inoltre invitato a partecipare alla V Giornata della Critica Sociale – Sorriso Diverso 2019 istituita dal Festival internazionale del film corto a tema sociale “Tulipani di seta nera”, assieme ai film Bar Giuseppe di Giulio Base e Santa subito di Alessandro Piva.